# シティ・オブ・マッド
『シティ・オブ・マッド』（ポルトガル語: Última parada 174、英語: City of Mad）は、2008年10月24日に公開されたブラジルの映画。監督はブルーノ・バレット、脚本はブラウリオ・マントヴァーニ。
2000年6月12日に発生したリオデジャネイロバスジャック事件と、当事件の犯人であるサンドロ・ド・ナシメント（Sandro do Nascimento）を取り巻く残酷な社会にメスを入れたドキュメンタリー映画であり、ジョゼ・パジーリャ（José Padilha）と、共同監督フェリペ・ラセルダ（Felipe Lacerda）のデビュー作である。

## 概要
本作は『バス174』をベースにフィクションを取り入れて製作した映画であり、『バス174』がバスジャック犯サンドロ・ド・ナシメント（Sandro do Nascimento）を取り巻く社会の残酷な現状を描いたものであったのに対し、本作品はサンドロ・ド・ナシメントに視点を当てて物語が展開する。ただし、完全に史実を元に描かれたわけではなく、もう一人のサンドロを登場させたり、登場人物の名前を変更するなどして独自の脚色を加えたフィクション映画となっている。
なお、ブラジルでのタイトルは"Última Parada 174",英語圏でのタイトルは"Last Stop 174"となっており、どちらも日本語訳すると"終着駅174"となるのが正しいが、日本では"シティ・オブ・マッド（狂った街）"というタイトルである。これは、本作品の脚本家のブラウリオ・マントヴァーニが人気映画『シティ・オブ・ゴッド』の脚本をつとめていることから、シティ・オブ・ゴッドのファンを引き付けるために名付けられたためと推測される。

## あらすじ
1983年、スラム街でマリーザはギャング組織コマンド・ヴェルメーリョ（en:Comando Vermelho）のボスである幼馴染のメレッカと同棲していた。貧困に苦しみ、ヤク中毒で堕落した生活を送っていたものの、たった一人の息子アレッサンドロとの一時だけが唯一の救いだった。だが、マリーザは組織の金をアレッサンドロの服の購入に使いこんでしまい、罰として家を追い出された挙句、乳飲み子のアレッサンドロとも生き別れにされてしまう。
10年後の1993年、都会で家政婦の仕事を見つけ、堕落した生活と薬物中毒から抜けだしたマリーザはキリスト教を信仰する教養も持ち、昔とは見違うほど美しく知性のある女性になっていた。ある日、マリーザは新聞にメレッカがギャングの抗争で暗殺されたことを知り、スラムを訪れる。だがかつて幼馴染が支配していたスラムは敵対するギャング組織テルセイロ・コマンドー（en:Terceiro Comando）に支配されており、そこにはメレッカは勿論、アレッサンドロの姿も無かった。悲嘆にくれるマリーザを中年の女性が呼びとめ、10年の間に何が起こったのかを話す。アレッサンドロは義父メレッカに育てられていたが、メレッカが暗殺されてから行方不明となってしまったのだとという。マリーザは落胆しながらも都会の生活へと戻る。
1993年、少年サンドロは飲み屋を経営している母親を強盗によって目の前で殺されてしまう。彼は叔母の家に引き取られるが、叔父と義弟との関係になじめずコパカバーナ海岸へと行ったきり、行方不明となってしまう。
7年後の2000年。サンドロというあだ名の麻薬組織のボスが警察に捕まるが、彼こそマリーザの息子アレッサンドロだった。アレッサンドロは少年院で同じサンドロという名前を持つ少年と出遭う。その少年こそコパカバーナで行方不明になったサンドロだった。二人は同じ少年院に収容され、最初の内はいざこざを起しながらも徐々に友情が芽生えていく。一方、マリーザはストリートチルドレンの特集番組でサンドロという名前の孤児を見つけ、ソーシャル・ワーカーのヴァルキリア女史を尋ね、サンドロが少年院へと収容されているということを知る。マリーザは少年院でサンドロという名前の少年と面会するが、その少年は本当の息子のアレッサンドロではなく、サンドロであった。マリーザはこのことに気づかず、この勘違いをきっかけに悲劇の歯車が回り始める。

## キャスト
アレ・デ・カンデラリア/アレッサンドロ
演:ミシェル・ゴメス
本作の主人公。サンドロというあだ名を持つ（アレはアレッサンドロ、アレックスの省略形である）。
コパカバーナ海岸で彷徨っていたところを、麻薬のディーラー（演：ダグラス・シルヴァ）と出会い、カンデラリア教会を住み家にするようになる。名前のカンデラリアは後から付けた名前で、自分の名前が分からなかったため寝泊まりする教会の名前を自分の名前にしたと思われる。
幼い頃は引っ込み思案な性格であったが、成長してからは凶暴な性格へと変貌を遂げてしまう。物覚えが悪いことを気にしており、知識と教養をつけるよう指摘されると激怒して人を拒絶するようになり、そのせいで叔母の家を飛び出し、理解者であったヴァルキリアからも離れていってしまう。自分を我が子だと信じて優しく接してくれたマリーザにも、素行不良が原因で見限られ行き場を失う。
マリーザ
演:クリス・ビアナ
アレッサンドロの母親。史実では登場しない今作品オリジナルキャラクター。
アレ・モンストロ/サンドロ
演:マルセロ・メロ・ジュニオール
麻薬のディーラー（演：ダグラス・シルヴァ）を子分にして、ストリート・チルドレン相手に麻薬を売りさばいている麻薬組織のボス。周囲からはサンドロと呼ばれている。同名のサンドロと共に少年院を脱走後、街で強盗を繰り返し、遂には人を射殺してしまう。
マリーザと同じく、史実では登場しないオリジナルキャラクター。
ヴァルキリア
演:アンナ・コトリン
ストリート・チルドレンを保護しているソーシャル・ワーカー。作中、教会前で起こったストリートチルドレン虐殺事件後、カンデラリアを含む子供たちを保護する。
史実のカンデラリア虐殺事件で同じ行動をとっていたイヴォネ女史をモデルにしている。
ソウザ
演:アンドレ・ラミロ
リオ州軍警察の特殊警察大隊BOPEに所属するエリート警部。バスジャック事件を引き起こしたサンドロとの交渉にあたるネゴシエーターとして登場する。
モデルはアンドレ・バチスタ警部であり、史実でも今作と同じようにサンドロとの交渉にあたっていた。皮肉にも、アンドレ・ラミロは映画エリート・スクワッドでBOPEに主人公のナシメント警部の後任として入隊する新人隊員アンドレ役で登場している。

## 史実との関係
本作品はフィクションも織り交ぜてあるが、フィクションの中にも実際に登場する組織名、地名を登場させている。たとえば、コマンド・ベルメーリョ、テルセイロ・コマンドーは実在し、現在リオとサンパウロで勢力を誇っている麻薬組織である。作中ではベレッタピストル、MP5サブマシンガン、AR-15アサルトライフルのような強力な武装をしているのが見られるが、決して誇張ではない。強力な武装をしているが故に、縄張り争いのためにスラム内で市民・軍警察を巻き込んだ激しい戦闘を繰り広げることも多い。